# Darude

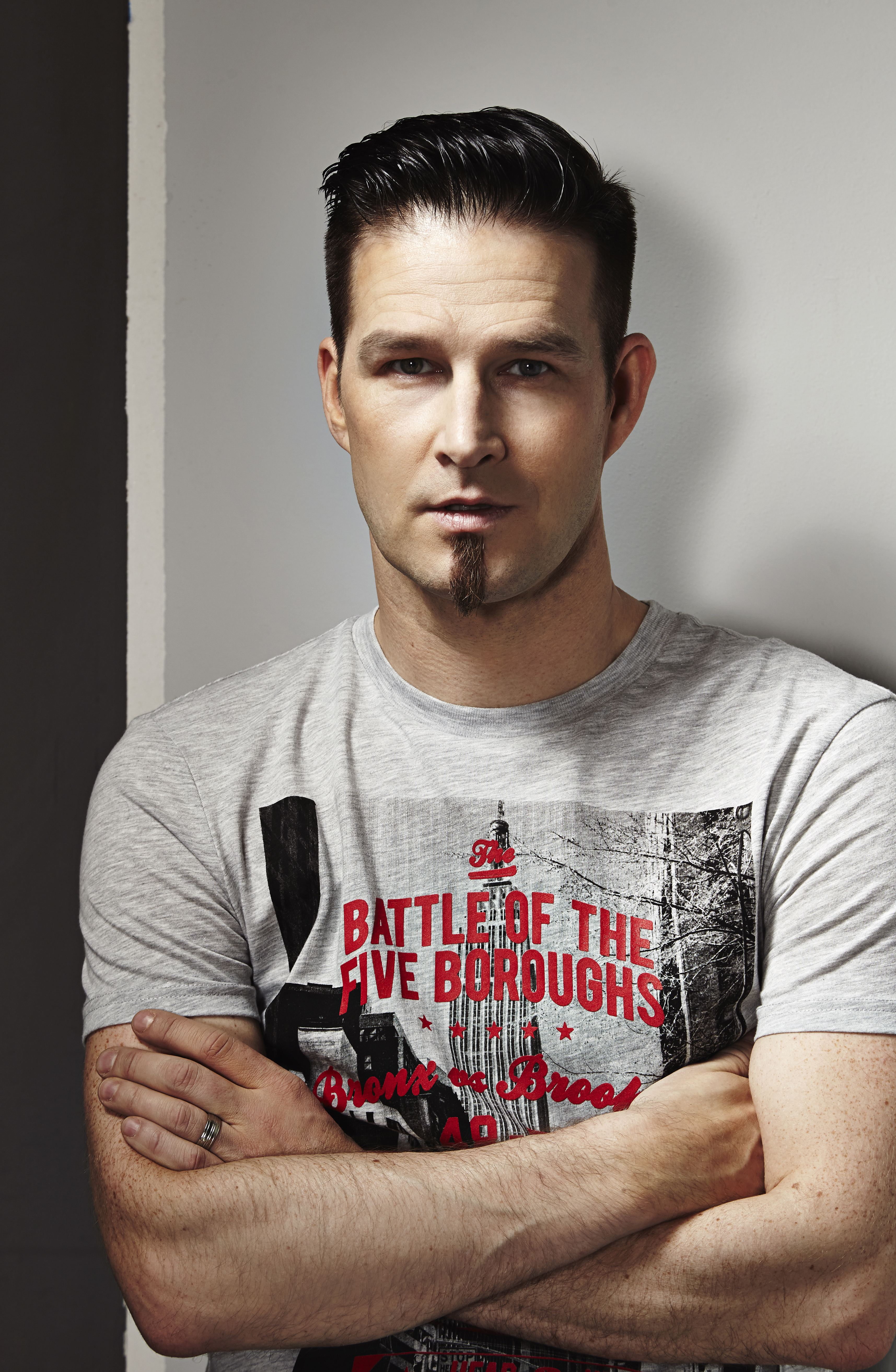
Darude (2014)

Darude (* 17. Juli 1975 in Eura, Finnland; eigentlich Ville Virtanen) ist ein finnischer DJ.

## Biografie
1996 begann Darude mit der Produktion eigener Songs. Als er dem Musikproduzenten Jaakko Salovaara ein Demotape mit dem Track Sandstorm gab, konnte er einen Vertrag mit dem Label 16 Inch Records unterzeichnen. Sandstorm wurde 1999 ein weltweiter Hit, erreichte in zahlreichen Ländern die Top 10 und kam sogar in die US-amerikanischen Charts (Platz 86). In den finnischen Charts blieb das Stück zwar auf Platz 3 hängen, aber mit Platin-Status und 42 Chartwochen – nur zwei Lieder waren seit 1995 dort länger in den Charts – war es ein ungewöhnlicher Erfolg.
Der Nachfolger Feel the Beat konnte international noch einmal an den Erfolg anknüpfen und erreichte in vielen Ländern Platzierungen um die 20 und in Großbritannien Platz 5. In Finnland war es der erste Nummer-1-Hit und auch das folgende Album Before The Storm erreichte noch im selben Jahr Platz 1 unter den Alben. Bis zum nächsten Album Rush dauerte es drei Jahre. Es erreichte auch nur Platz 4 in Finnland, dafür warf es zwei Nummer-1-Hits ab: Music und Next To You. International herrschte aber nur noch geringes Interesse an dem Finnen und seiner Musik. 2007 kehrte Darude mit dem Titel Tell Me zurück und hatte damit seinen vierten Nummer-1-Hit in seiner Heimat. 2015 erschien das Album Moments und stieg auf Platz 31 der finnischen Albumcharts ein.
Am 29. Januar 2019 wurde bekannt gegeben, dass er zusammen mit dem Sänger Sebastian Rejman Finnland beim Eurovision Song Contest 2019 in Tel Aviv vertreten wird. Das Lied Look Away der beiden wurde über die Vorentscheidung Uuden Musiikin Kilpailu 2019 bestimmt. Nach der Teilnahme am ersten Halbfinale landete das Duo auf dem letzten Platz und verpasste somit den Einzug ins Finale des Wettbewerbs.

## InternetphänomenDarude – Sandstorm
Spätestens ab 2013 wurde der Titel Sandstorm zu einem viralen Video, nachdem das Lied in Livestreams als Hintergrundmusik lief. Viele Zuschauer fragten nach dem Namen des Titels, was dann mit Darude – Sandstorm beantwortet wurde. Seitdem ist dieser Ausdruck als Meme bekannt. Als Aprilscherz 2015 zeigte YouTube bei jeder Suche nach Musik die Meldung Meinten Sie Darude – Sandstorm, unabhängig davon, ob es sich tatsächlich um dieses Lied handelt. Internetnutzer beantworten in den Kommentaren Fragen nach einem unbekannten Hintergrundlied in YouTube-Videos auch mit diesem Lied. Allein im Jahr 2014 wurde die Anzahl der Klicks des Videos mehr als verdoppelt.

## Diskografie

### Studioalben
| Jahr | Titel                         | Höchstplatzierung, Gesamtwochen, AuszeichnungChartplatzierungen (Jahr, Titel, Platzierungen, Wochen, Auszeichnungen, Anmerkungen) | Höchstplatzierung, Gesamtwochen, AuszeichnungChartplatzierungen (Jahr, Titel, Platzierungen, Wochen, Auszeichnungen, Anmerkungen) | Höchstplatzierung, Gesamtwochen, AuszeichnungChartplatzierungen (Jahr, Titel, Platzierungen, Wochen, Auszeichnungen, Anmerkungen) | Anmerkungen                             |
| Jahr | Titel                         | DE | CH | FI | Anmerkungen                             |
| ---- | ----------------------------- | --- | --- | --- | --------------------------------------- |
| 2000 | Before the Storm              | DE35 (5 Wo.)DE | CH55 (20 Wo.)CH | FI1 Platin · (36 Wo.)FI | Erstveröffentlichung: 5. September 2000 |
| 2003 | Rush                          | — | — | FI4 (8 Wo.)FI | Erstveröffentlichung: 15. Juli 2003     |
| 2007 | Label This! (Finnish Edition) | — | — | — | Erstveröffentlichung: 1. Oktober 2007   |
| 2008 | Label This! (US Edition)      | — | — | — | Erstveröffentlichung: 1. Oktober 2008   |
| 2015 | Moments                       | — | — | FI31 (1 Wo.)FI | Erstveröffentlichung: August 2015       |

### Singles
| Jahr | Titel Album                                     | Höchstplatzierung, Gesamtwochen, AuszeichnungChartplatzierungen (Jahr, Titel, Album, Platzierungen, Wochen, Auszeichnungen, Anmerkungen) | Höchstplatzierung, Gesamtwochen, AuszeichnungChartplatzierungen (Jahr, Titel, Album, Platzierungen, Wochen, Auszeichnungen, Anmerkungen) | Höchstplatzierung, Gesamtwochen, AuszeichnungChartplatzierungen (Jahr, Titel, Album, Platzierungen, Wochen, Auszeichnungen, Anmerkungen) | Höchstplatzierung, Gesamtwochen, AuszeichnungChartplatzierungen (Jahr, Titel, Album, Platzierungen, Wochen, Auszeichnungen, Anmerkungen) | Höchstplatzierung, Gesamtwochen, AuszeichnungChartplatzierungen (Jahr, Titel, Album, Platzierungen, Wochen, Auszeichnungen, Anmerkungen) | Höchstplatzierung, Gesamtwochen, AuszeichnungChartplatzierungen (Jahr, Titel, Album, Platzierungen, Wochen, Auszeichnungen, Anmerkungen) | Anmerkungen                            |
| Jahr | Titel Album                                     | DE | AT | CH | UK | US | FI | Anmerkungen                            |
| ---- | ----------------------------------------------- | --- | --- | --- | --- | --- | --- | -------------------------------------- |
| 1999 | Sandstorm Before the Storm                      | DE6 Gold · (17 Wo.)DE | AT13 (15 Wo.)AT | CH8 (27 Wo.)CH | UK3 ×2Doppelplatin · (22 Wo.)UK | US83 Platin · (10 Wo.)US | FI3 Platin · (42 Wo.)FI | Erstveröffentlichung: 26. Oktober 1999 |
| 2000 | Feel the Beat Before the Storm                  | DE18 (10 Wo.)DE | AT24 (11 Wo.)AT | CH34 (20 Wo.)CH | UK5 (15 Wo.)UK | — | FI1 (18 Wo.)FI | Erstveröffentlichung: April 2000       |
| 2000 | Out of Control (Back for More) Before the Storm | DE42 (6 Wo.)DE | AT50 (5 Wo.)AT | CH76 (6 Wo.)CH | UK13 (6 Wo.)UK | — | FI12 (4 Wo.)FI | Erstveröffentlichung: Dezember 2000    |
| 2003 | Music Rush                                      | DE77 (2 Wo.)DE | — | — | — | — | FI1 (8 Wo.)FI | Erstveröffentlichung: Februar 2003     |
| 2003 | Next To You Rush                                | — | — | — | — | — | FI1 (4 Wo.)FI | Erstveröffentlichung: April 2003       |
| 2007 | Tell Me Label This!                             | — | — | — | — | — | FI1 (5 Wo.)FI | Erstveröffentlichung: April 2007       |
| 2007 | My Game Label This!                             | — | — | — | — | — | FI4 (4 Wo.)FI | Erstveröffentlichung: September 2007   |

Weitere Singles
- 2008: I Ran (So Far Away) (feat. Blake Lewis)
- 2008: In the Darkness
- 2015: Beautiful Alien (feat. AI AM)
- 2016: Moments (feat. Sebastian Reyman)
- 2017: Singularity (mit Zac Waters feat. Enya Angel)
- 2018: Surrender (mit Ashley Wallbridge feat. Foux)
- 2018: Timeless (feat. JVMIE)
- 2019: Release Me (feat. Sebastian Rejman)
- 2019: Superman (feat. Sebastian Rejman)
- 2019: Look Away (feat. Sebastian Rejman)
- 2019: Hide (feat. Audioventura & Jvmie)

## Auszeichnungen für Musikverkäufe
| Goldene Schallplatte - Australien - 2001: für die Single Feel the Beat - Neuseeland - 2024: für das Album Before the Storm - Schweden - 2000: für die Single Sandstorm - Spanien - 2024: für die Single Sandstorm | Platin-Schallplatte - Dänemark - 2021: für die Single Sandstorm 2× Platin-Schallplatte - Neuseeland - 2023: für die Single Sandstorm |

Anmerkung: Auszeichnungen in Ländern aus den Charttabellen bzw. Chartboxen sind in ebendiesen zu finden.
| Land/RegionAuszeichnungen für Musikverkäufe (Land/Region, Auszeichnungen, Verkäufe, Quellen) | Gold     | Platin     | Verkäufe  | Quellen              |
| -------------------------------------------------------------------------------------------- | -------- | ---------- | --------- | -------------------- |
| Australien (ARIA)                                                                            | Gold1    | —          | 35.000    | aria.com.au          |
| Dänemark (IFPI)                                                                              | —        | Platin1    | 90.000    | ifpi.dk              |
| Deutschland (BVMI)                                                                           | Gold1    | —          | 250.000   | musikindustrie.de    |
| Finnland (IFPI)                                                                              | —        | 2× Platin2 | 100.435   | ifpi.fi              |
| Neuseeland (RMNZ)                                                                            | Gold1    | 2× Platin2 | 67.500    | radioscope.co.nz NZ2 |
| Schweden (IFPI)                                                                              | Gold1    | —          | 15.000    | sverigetopplistan.se |
| Spanien (Promusicae)                                                                         | Gold1    | —          | 30.000    | elportaldemusica.es  |
| Vereinigte Staaten (RIAA)                                                                    | —        | Platin1    | 1.000.000 | riaa.com             |
| Vereinigtes Königreich (BPI)                                                                 | —        | 2× Platin2 | 1.200.000 | bpi.co.uk            |
| Insgesamt                                                                                    | 5× Gold5 | 8× Platin8 |           |                      |